# Michael Bártek
Michael Bártek (* 1984 v Brně) je český varhaník, pedagog a sbormistr.

## Životopis
Michael Bártek studoval hru na klavír a varhany u Marie Karasové, poté hlavní obor varhany na brněnské konzervatoři u Zdeňka Nováčka a Petra Kolaře. Od r. 2005 pokračoval na JAMU v bakalářském studiu pod vedením Věry Heřmanové a Pavla Černého. Studium "Master professionnel" završil v r. 2012 ve francouzském Štrasburku na tamější konzervatoři a univerzitě (u Christopha Mantouxe a jeho ženy Aude Heurtematte). Zároveň získal u Aline Zylberajch diplom z cembala, basso continuo studoval u Francise Jacoba a hru barokní varhanní literatury u Martina Gestera. V roce 2013 absolvoval magisterské studium na Akademii múzických v Praze ve třídě Pavla Černého. V letech 2014-2017 byl Michael studentem Bernharda Haase na Vysoké hudební škole v Mnichově, kde čerpal i z hodin Michaela Ebertha (generálbas). 2017-2021 Michael studoval sbormistrovství a duchovní hudbu u Markuse Utze na Vysoké umělecké škole v Curychu.
Michael Bártek žil v letech 2010-2016 ve Štrasburku jako koncertní umělec, chrámový varhaník a pedagog; hru na varhany vyučoval v letech 2010-2016 na Protestantské varhanní škole ve Štrasburku (AFORGEP). Od ledna 2017 Michael žije, studuje a pracuje ve Švýcarsku jako varhaník, sbormistr a soukromý učitel hudby.
Jako koncertní umělec má již Michael za sebou řadu mezinárodních festivalů a koncertů na významných evropských varhanách. V České republice vystoupil na všech velkých varhanních festivalech, jmenovitě na pražském Audite organum u sv. Jakuba, na olomouckém varhanním festivalu u sv. Mořice, na Varhanních večerech v katedrále sv. Víta, v bazilice na Velehradě, na Orlicko-kladském varhanním festivalu, na Velikonočním festivalu duchovní hudby v Brně ad.

## Ocenění
- 2002 – Soutěž mladých varhaníků v Opavě, 2. kategorie, 3. cena
- 2010 – 1. cena a cena publika (absolutní vítěz) na 13. mezinárodní varhanní soutěži Césara Francka v holandském Haarlemu
- 2011 – 3. cena na Mezinárodní varhanní soutěži Alexandra Goedickeho v Moskvě